# ジャアファル法学派
ジャアファル法学派（ジャアファルほうがくはnote A）はシーア派におけるフィクフつまりイスラーム法学の学派（マズハブ）の一つ。シーア派の多数派を占める。学派名は6代目イマームのジャアファル・サーディクに由来する。十二イマーム派がこの学派を信奉している。
相続、宗教的な税金、商取引、個人の地位、一時的な結婚つまりニカー・ムトアの許可、それにイジュティハードを信頼する点でスンナ派の4大法学派との違いがみられる。1959年には、アズハル大学（スンナ派の最高教育機関）によって、スンナ派の4つの法学派と並び、5番目の学派としての地位を与えられている。

## 分派

### ウスール学派
この学派は、イスラーム法の解釈において、十分な論証を通じた形でイジュティハードを利用する。隠れイマームの代理人として法源を独自に解釈する能力を持ちas、イスラム共同体の指導者という役割を担うムジュタヘドの役割を重視する。このため、法解釈が情勢や時代の変化を考慮して柔軟となっている。この学派はシーア派で優勢となっている。
イランの最高指導者を務めたホメイニーは、ジャアファル法学が、認識論は主観性に影響されるという考えに基づいて成り立っていることを強調した。よって、ジャアファル法学派は、（客観的な）従来型の法学と、（主観的な）動的な法学を行使する。そして、ジャヴァヘル=アル=カレム（アラビア語: جواهر الكلم）によって議論されたが、動的な法学を通じて、時間（アラビア語: زمان）の概念、それに場所(アラビア語: مکان)の概念を考慮することになっている。なぜなら、これらの思考と迫真性の程度が、戒律の解釈や理解のプロセスに影響を与えるとされているからである。

### アフバール学派
この学派は、今日では消滅しかかっている。イジュティハードの採用は限定的である。新たなアフバール学派のグループがインド亜大陸でいくつか発生しているが、これらはバーレーンにある旧来のアフバール学派とは規則、方向性、人的交流を異にしている。

## 下位記事

### 論争のない領域
- ジャアファル・イスラーム銀行

### 論争のある領域
ムスリムの間で論争があるジャアファル法学の分野がある。
- ニカー・ムトアー
- タキーヤ
- ウィラヤー・アル・ファキー
- バダア

## 参考
- Oxford concise dictionary of Politics, 2003.